# Синара (озеро)
Сина́ра — озеро в Каслинском районе и Снежинском городском округе Челябинской области.

## Описание
Озеро Синара — крупный водоём тектонического происхождения, входящий в Синарскую группу озёр, в которую так же входят озёра Иткуль и Окункуль. Объём воды — 0,2 км³.
Максимальные размеры около 6 х 9 км, средняя ширина 4 км, площадь поверхности — 24,4 км².
Преобладающая глубина 7-9 метров, максимальная 14,2 метра.
Вода пресная, прозрачность около 3 метров. В озеро впадают речки Шумиха, Раскуриха, Ольховка, Исток, безымянные речки из озёр Окункуль, Чаганы, Багаряй.
С озером Окункуль озеро Синара соединяется рекой Окункуль, с озером Иткуль посредством реки Исток.
Озеро Синара — исток реки Синара. Таким образом, озеро относится к бассейну Карского моря.
Озеро зарегулировано и паводки на нём не наблюдаются. Питание осуществляется, в основном, за счёт подземных вод.
Высота над уровнем моря — 247 м.

## Достопримечательности
На северном берегу находится уникальная промышленная деревня Воздвиженка, в которой работали несколько заводов.
В близлежащем селе Воскресенском находится церковь во имя иконы Божией Матери «Знамение» (построена в 1819, по другим сведениям в 1828 году), архитектор М. П. Малахов.

## Техногенные воздействия
На берегу озера расположен закрытый город Снежинск и посёлок Воздвиженка. При проектировании города в озеро был предусмотрен сброс ливневых стоков с городских улиц без какой-либо очистки.
Согласно исследованиям[каким?], в озеро не попала радиоактивная пыль после выброса 1957 года на предприятии Маяк.
По акватории озера проходит граница охранной зоны ЗАТО Снежинск. В тёплое время года она обозначена буями, а в холодное—пограничными столбиками. Акватория озера охраняется моряками дивизиона 32-го морского отряда национальной гвардии России.
Озеро Синара уже более 25 лет служит источником централизованного питьевого водоснабжения города Снежинска и его промышленных предприятий. Также озеро используется для рыболовства и относится к 1 категории рыбохозяйственных водоемом.

## Озеро в литературе
Писатель П. П. Бажов, бывавший в этих местах, посвятил озеру отдельный рассказ — «Надпись на камне».

## Галерея

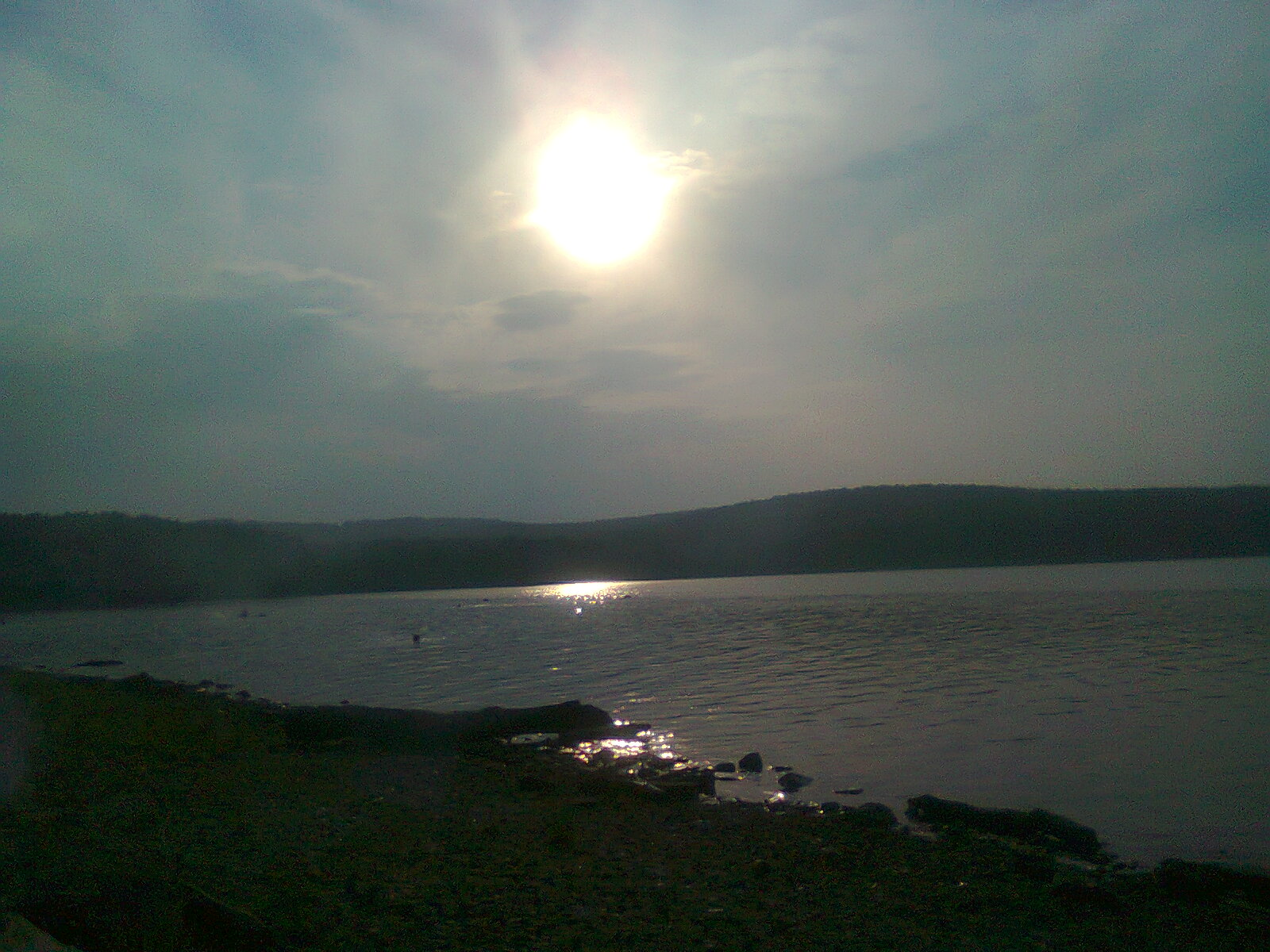
Берег озера Синара
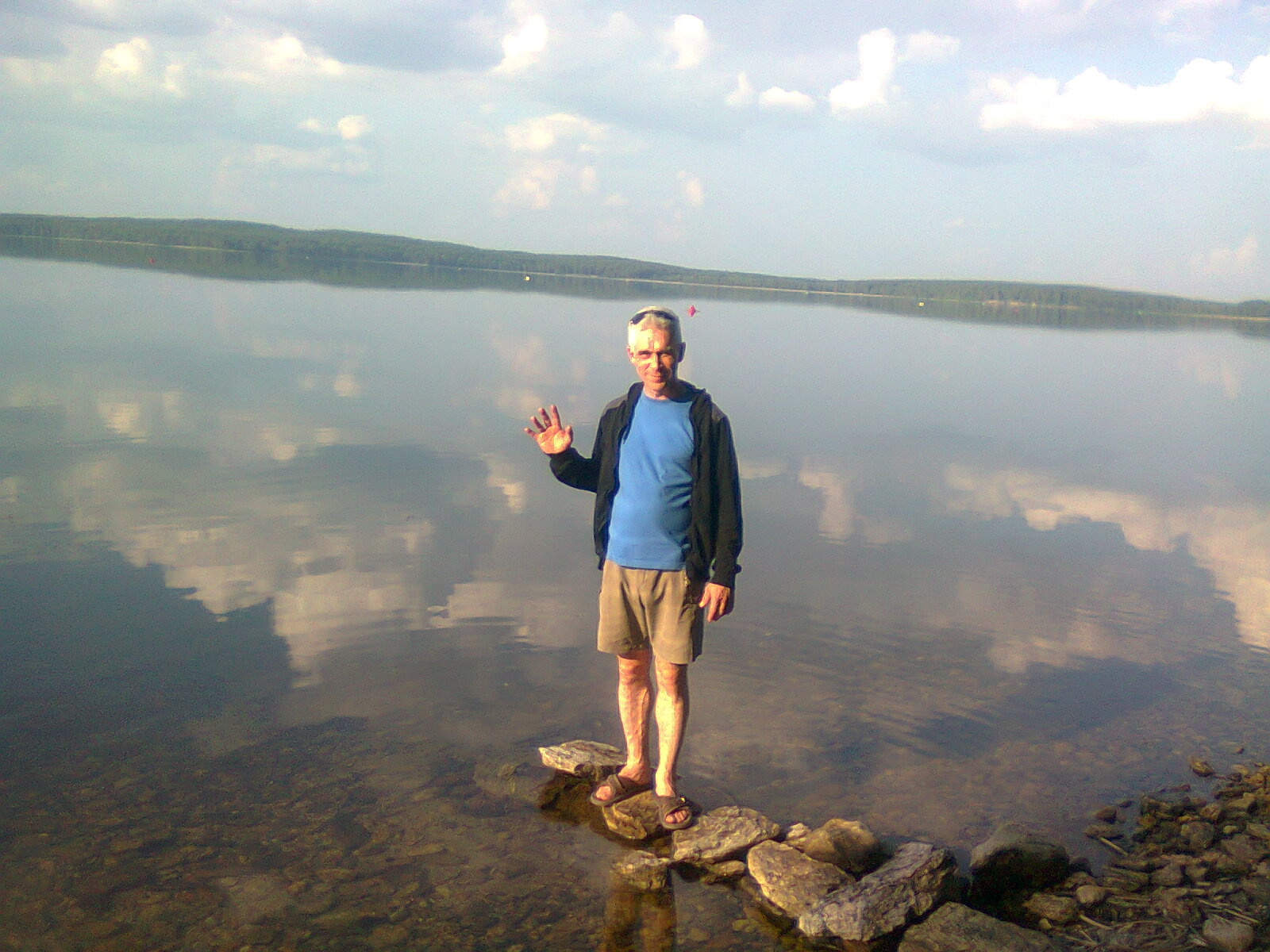
Прозрачность воды на берегу озера Синара
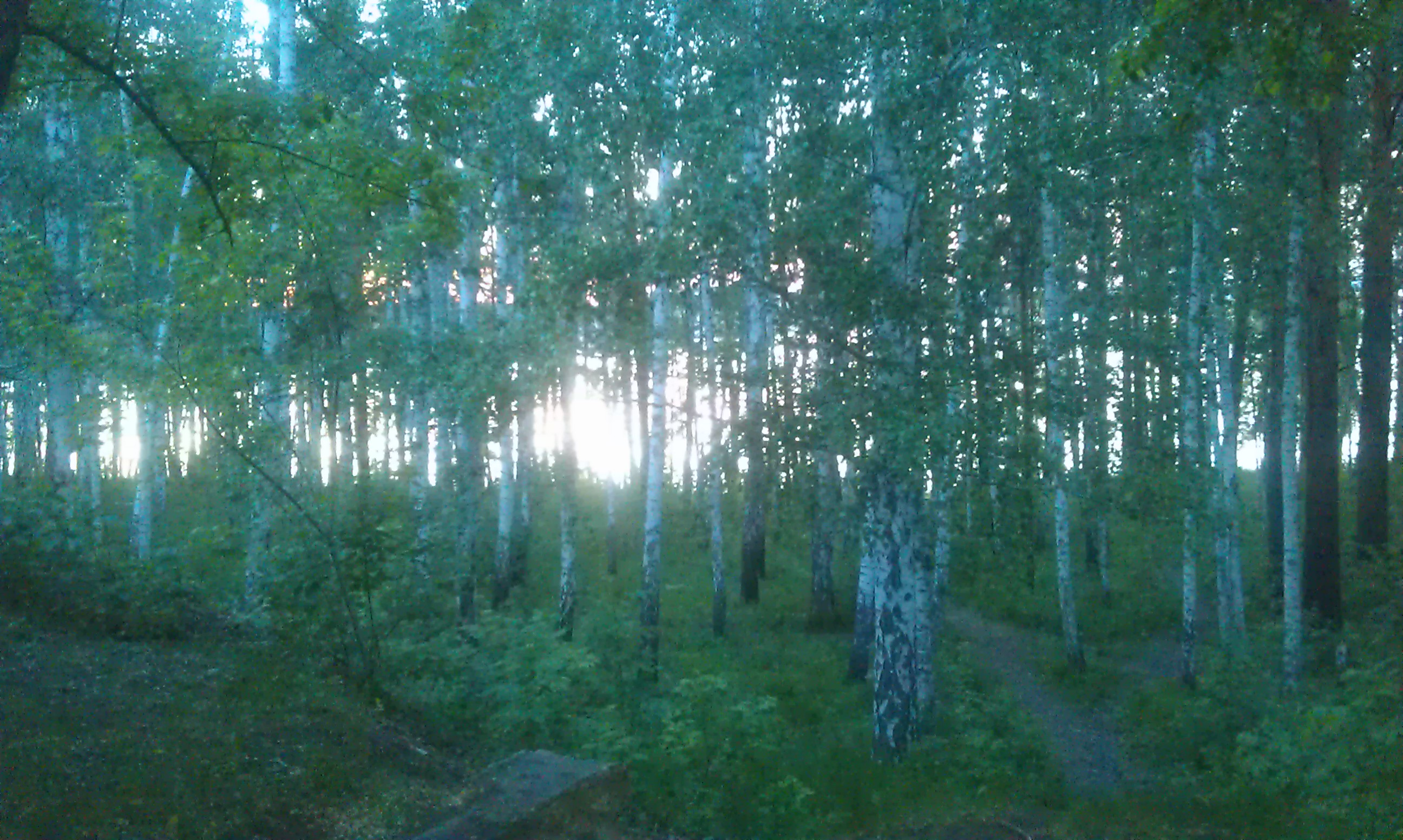
березовая роща на берегу озера Синара